# Radar d'alerte précoce
 (juillet 2025).
Si vous disposez d'ouvrages ou d'articles de référence ou si vous connaissez des sites web de qualité traitant du thème abordé ici, merci de compléter l'article en donnant les références utiles à sa vérifiabilité et en les liant à la section « Notes et références ».

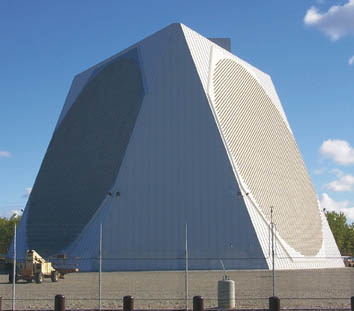
Radar d'alerte précoce PAVE PAWS

Un radar d'alerte précoce est un système radar utilisé principalement pour la détection à longue distance de ses cibles, c'est-à-dire qu'il permet d'alerter les défenses le plus tôt possible avant que l'intrus atteigne sa cible, ce qui donne aux défenses antiaériennes un maximum de temps pour opérer. Cela contraste avec les systèmes utilisés principalement pour le suivi ou la conduite de missiles, qui ont tendance à avoir une portée réduite mais offrant une précision beaucoup plus grande.

## Historique

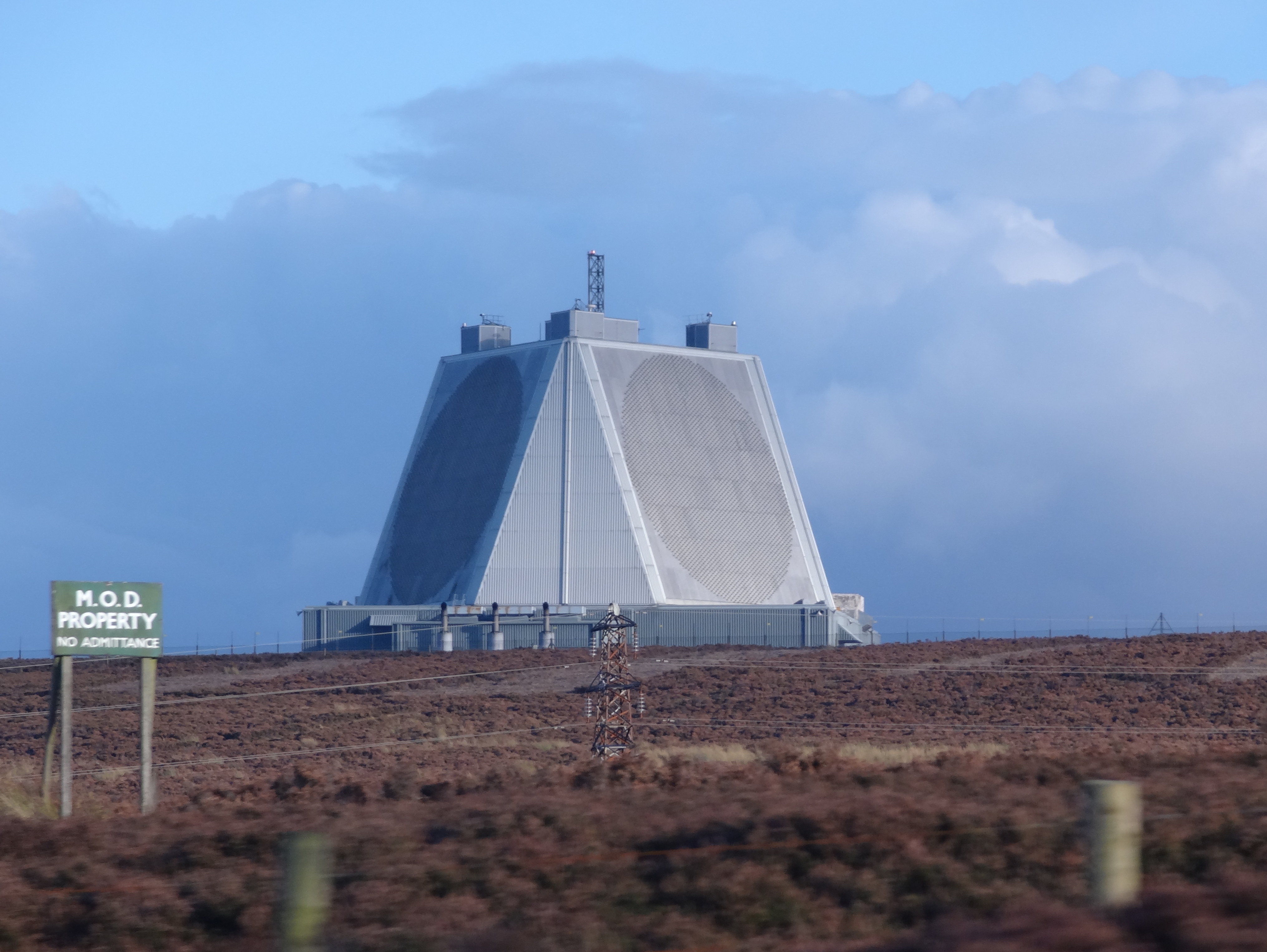
Radar à réseau phasé à semi-conducteurs à RAF Fylingdales, Yorkshire du Nord, Royaume-Uni.

Les premiers radars d’alerte précoce ont été ceux du système britannique Chain Home, l’allemand Freya, le CXAM américain (US Navy) et le SCR-270 (US Army) et celui de l’Union soviétique, RUS-2. Selon les normes modernes, leur portée était relativement courte, généralement entre 160 et 240 km. Cette "courte" portée est un effet secondaire de la propagation radioélectrique des grandes longueurs d'onde utilisées à l'époque, qui étaient généralement limitées à la ligne de visée. Bien que les techniques de propagation à longue distance soient connues et largement utilisées pour la radio à ondes courtes, le traitement du signal retour complexe n’était tout simplement pas possible à l’époque.

### Guerre Froide
Pour contrer la menace de bombardiers soviétiques survolant l’Arctique; les États-Unis et le Canada ont mis au point la ligne DEW. D'autres exemples ont depuis été construits avec des performances encore meilleures. Le McGill Fence était une autre solution d’alerte avancée, qui fournissait une indication pour la "rupture de ligne" au centre du Canada, sans disposition permettant d’identifier l’emplacement exact de la cible ou sa direction. À partir des années 1950, un certain nombre de radars trans-horizon ont été développés, élargissant considérablement la portée de détection, généralement en renvoyant le signal hors de l’ionosphère.

### De nos jours
Aujourd'hui, le rôle d'alerte rapide a été largement remplacé par des systèmes de détection et de commandement aéroporté. En plaçant le radar sur un avion, la ligne d'horizon est considérablement étendue. Cela permet au radar d'utiliser des signaux haute fréquence offrant une résolution élevée tout en offrant une longue portée. Les radars destinés à avertir des attaques de missiles balistiques, tels que BMEWS, constituent une exception majeure à cette règle, car la trajectoire exo-atmosphérique à haute altitude de ces armes leur permet d'être vus à grande distance, même à partir de radars au sol.

## Premiers systèmes
- Chain Home
- Chain Home Low
- SCR-270
- AN/CPS-1 (en)
- Radar CXAM
- Radar Freya

## Années 1950 à 1970
- Ligne Pinetree
- McGill Fence
- Ligne DEW
- Pic-vert russe
- BMEWS
- Radar Type 80 (en)
- ROTOR (en)
- Dnistr (en)
- Dnepr (en)
- Radar Daryal
- Linesman/Mediator (en)

## Systèmes opérationnels

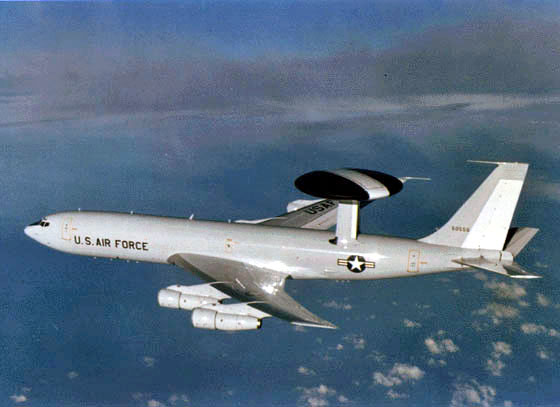
AWACS de l'US Air Force

- AWACS
- GIRAFFE (en)
- Erieye (en)
- Radar trans-horizon de Jindalee
- Radar Martello
- Système d'alerte du Nord
- PAVE PAWS (en)
- Red Color (en)
- Green Pine (en)
- Radar Voronezh